# Nocturne (film, 2020)
Pour les articles homonymes, voir Nocturne.
Pour plus de détails, voir Fiche technique et Distribution.
Nocturne est un film de drame et horreur fantastique américain scénarisé et réalisé par Zu Quirke, produit par Blumhouse Productions et diffusé en 2020 par Amazon Studios.

## Synopsis
Vivian et Juliet sont deux jumelles rêvant de devenir pianistes professionnelles. Tout semble réussir à l'ainée, tandis que la seconde, souffrant de la comparaison constante avec sa sœur, est refermée sur elle-même. À la reprise des cours, Juliet récupère le cahier de Moira, une de leur camarade récemment suicidée, violoniste virtuose qui devait interpréter le solo du spectacle annuel. Le cahier contient la sonate des trilles du Diable de Giuseppe Tartini qu'elle joue au piano dans la même salle où Moira a passé ses derniers instants. Lors d'une audition ayant pour but de remplacer la défunte, Juliet choisit d'interpréter le même morceau que Vivian, le concerto pour piano nº 2 de Camille Saint-Saëns. À mesure qu'elle prend la place de sa sœur, des évènements troublants surviennent, qu'elle rapproche bientôt avec les dessins laissés dans le cahier par la violoniste, la dirigeant vers un sombre destin.

## Distribution
- Sydney Sweeney (VF : Zina Khakhoulia) : Juliet Lowe
- Madison Iseman (VF : Clara Quilichini) : Vivian Lowe
- Jacques Colimon (VF : Gauthier Battoue) : Max
- Ivan Shaw (VF : Arnaud Arbessier) : Dr Henry Cask
- Julie Benz (VF : Christèle Billault) : Cassie Lowe
- Rodney To (VF : Philippe Bozo) : Wilkins
- JoNell Kennedy (en) (VF : Géraldine Asselin) : Gordon
- John Rothman (VF : Patrick Raynal) : Roger
- Brandon Keener : David
- Asia Jackson (VF : Nadine Girard) : Abigail

## Production
En septembre 2019, Sydney Sweeney, Madison Iseman, Jacques Colimon et Ivan Shaw sont annoncés dans le premier film écrit et réalisé par Zu Quirke. Jason Blum produit le long-métrage par le biais de sa société Blumhouse Television, qui sera distribué par Amazon Studios.
En octobre 2020, le reste de la distribution est annoncé, incluant notamment Julie Benz, Brandon Keener et JoNell Kennedy (en).
Le film est distribué le 30 octobre 2020 par Amazon Studios, en même temps que Le Mauvais Œil (Evil Eye), premiers des huit films de l'anthologie Welcome to the Blumhouse.